# La Chapelle-Pouilloux
La Chapelle-Pouilloux település Franciaországban, Deux-Sèvres megyében. Lakosainak száma 171 fő (2022. január 1.). La Chapelle-Pouilloux Clussais-la-Pommeraie, Lorigné, Mairé-Levescault, Melleran és Sauzé-entre-Bois községekkel határos.

## Népesség
A település népességének változása:
| Lakosok száma | 180  | 183  | 189  | 183  | 183  | 179  | 176  | 174  | 171  |
|               | 2013 | 2015 | 2016 | 2017 | 2018 | 2019 | 2020 | 2021 | 2022 |